# Анрі Дісі
Анрі Дісі (6 вересня 1913 — 8 вересня 1989) — бельгійський плавець.
Бронзовий призер Олімпійських Ігор 1936 року.